# Un homme et son péché (film)
Pour les articles homonymes, voir Un homme et son péché.
Pour plus de détails, voir Fiche technique et Distribution.
Un homme et son péché est un film québécois réalisé par Paul Gury en 1949. Il a été scénarisé par Claude-Henri Grignon, d'après son roman et le feuilleton radiophonique du même nom. Le récit du film reprend celui du roman.

## Synopsis
L'histoire se passe lors de la colonisation du nord dans la région des Laurentides au Québec vers la fin du XIXe siècle (environ 1885-1890), près de Sainte-Adèle. Un homme sans scrupule, Séraphin Poudrier, domine la petite communauté en utilisant sa richesse. 
Pour reprendre le défrichement de son lot, à son retour du chantier, Alexis Labranche doit emprunter à l'usurier Séraphin Poudrier. Entre-temps, Séraphin a épousé Donalda, qui avait déjà été la promise d'Alexis. Malgré ses efforts pour rembourser, Séraphin parvient à s'emparer de son lot et Alexis doit partir.

## Fiche technique
- Réalisation : Claude-Henri Grignon, assisté de Jean Boisvert
- Scénario : Claude-Henri Grignon, d'après son roman éponyme.
- Production : Paul L'Anglais
- Photographie : Drummond Drury
- Son : Oscar Marcoux (son mono mixé sur système RCA)
- Musique : Hector Gratton
- Costumes : Laure Cabana
- Décor : Jacques Pelletier
- Script-girl : Claire Miron
- Studio : Équinoxe
- Format :  Noir et blanc - 1,37:1 - 35 mm  - Son mono sur 2 pistes (Western Electric Recording)
- Année de production : 1948
- Genre : Film dramatique
- Durée : 112 minutes (1 h 52)
- Date de sortie : Québec 28 janvier 1949.
- Pays d’origine : Canada

## Distribution
- Hector Charland - Séraphin Poudrier
- Nicole Germain - Donalda
- Guy Provost - Alexis Labranche
- Juliette Béliveau - Caroline Maltère
- Armand Leguet - Pit Caribou
- Antoinette Giroux : Mademoiselle Angélique
- George Alexander - Bill Wabo
- Henri Poitras - Jambe de bois
- Adjutor Bouré - Père Josaphat
- Eugène Daigneault - Père Ovide
- Ovila Légaré - Père Laloge
- Ernest Loiselle - Curé Labelle
- Camille Ducharme - Notaire Lepotiron
- Blanche Gauthier  : Une Femme
- Georges Toupin : Le Député
- Fannie Tremblay : Une Femme
- J.R. Tremblay : Marchand Lacour
- Suzanne Avon : Artémise
- Colette Dorsay : Julie
- Paul Guèvremont : Perdichaud
- Lucien Martin : Le violoniste
- Arthur Lefebvre : Le Père Zime
- François Bertrand : Narrateur (la voix)

## Voir également
- Ressources relatives à l'audiovisuel :   - Cinémathèque québécoise
  - IMDb
  - LUMIERE
  - The Movie Database
- http://www.cinemotions.com/Un-Homme-et-son-peche-tt30333
- http://www.notrecinema.com/communaute/v1_detail_film.php3?lefilm=19629